# 崂山水库
|  |

崂山水库，位于中国山东省青岛市崂山区、城阳区交界处，白沙河中游，原名“月子口水库”，于1958年9月开工兴建，1959年7月竣工，控制流域面积99.6平方公里，总库容5601万立方米。大坝为粘土斜墙砂壳坝，全长672.15米，最大坝高为26米。崂山水库现为青岛市区主要供水水源。是中国第一座采用了混凝土防渗墙的水库大坝。